# Ню-Воссемер
Ню-Воссемер (нід. Nieuw-Vossemeer) — село в нідерландській провінції Північний Брабант. Входить до муніципалітету Стенберген.
Його площа — 0,88 км², а населення станом на 2021 рік становило 1960 осіб.
До 1997 року мало статус окремого муніципалітету.

## Галерея

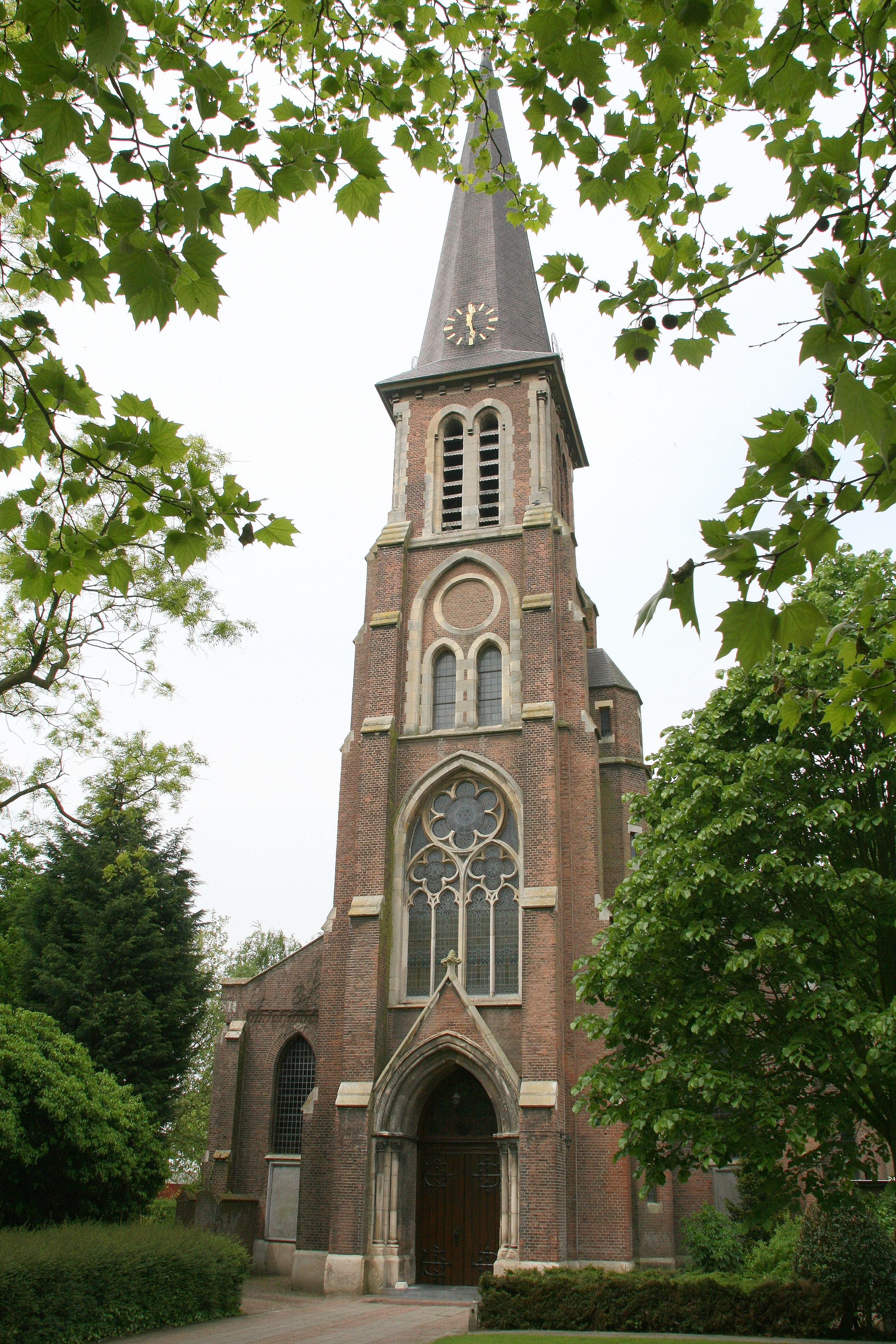
Церква Іоана Хрестителя
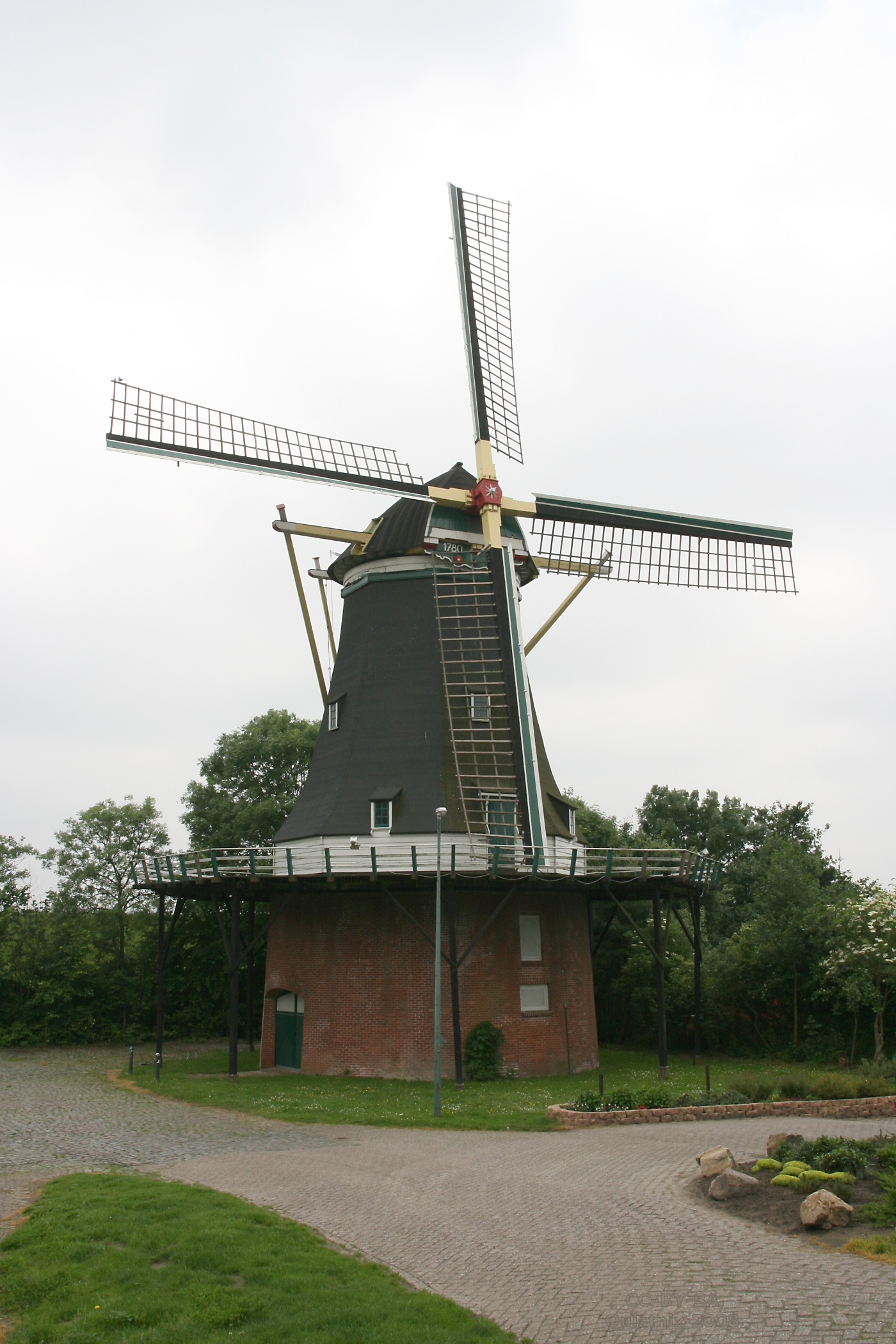
Вітряк Ассумбург
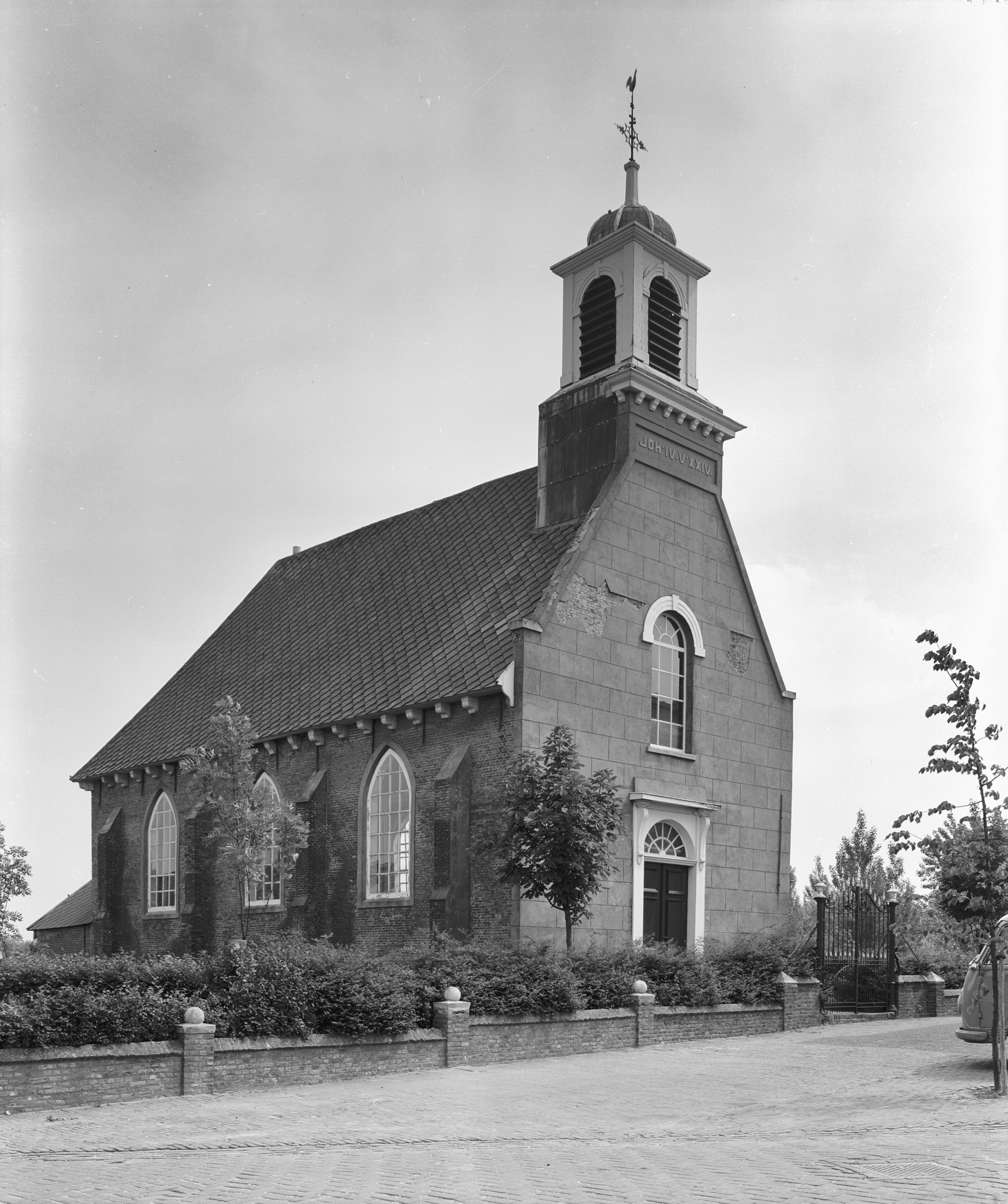
Реформістська церква